# Fagersta (commune)
Pour les articles homonymes, voir Fagersta (homonymie).
La commune de Fagersta est une commune suédoise du comté de Västmanland. Environ 13 270 personnes y vivent (2020). Son chef-lieu se situe à Fagersta.

## Localité principale
- Fagersta

## Autres localités
- Ängelsberg
- Brandbo
- Hedkärra